# アナ・ベアトリス・バロス
アナ・ベアトリス・バロス （Ana Beatriz Barros、1982年5月29日 - ）は、ブラジルのミナスジェライス州出身の女性ファッションモデル。
ブラジルで最も成功したスーパーモデルの一人である。身長182センチ。エリート・モデル・マネジメント所属。
ポルトガルとスペインの血を引く。幼少期にリオデジャネイロへ移住。10代で姉とともにエリート・モデルスにスカウトされた。
GUESS?とヴィクトリアズ・シークレットのモデル、シャネルの化粧品部門のモデル、JLoのファッション・ラインのモデルとして有名。スポーツ・イラストレイテッド誌の水着特集に7度登場している。

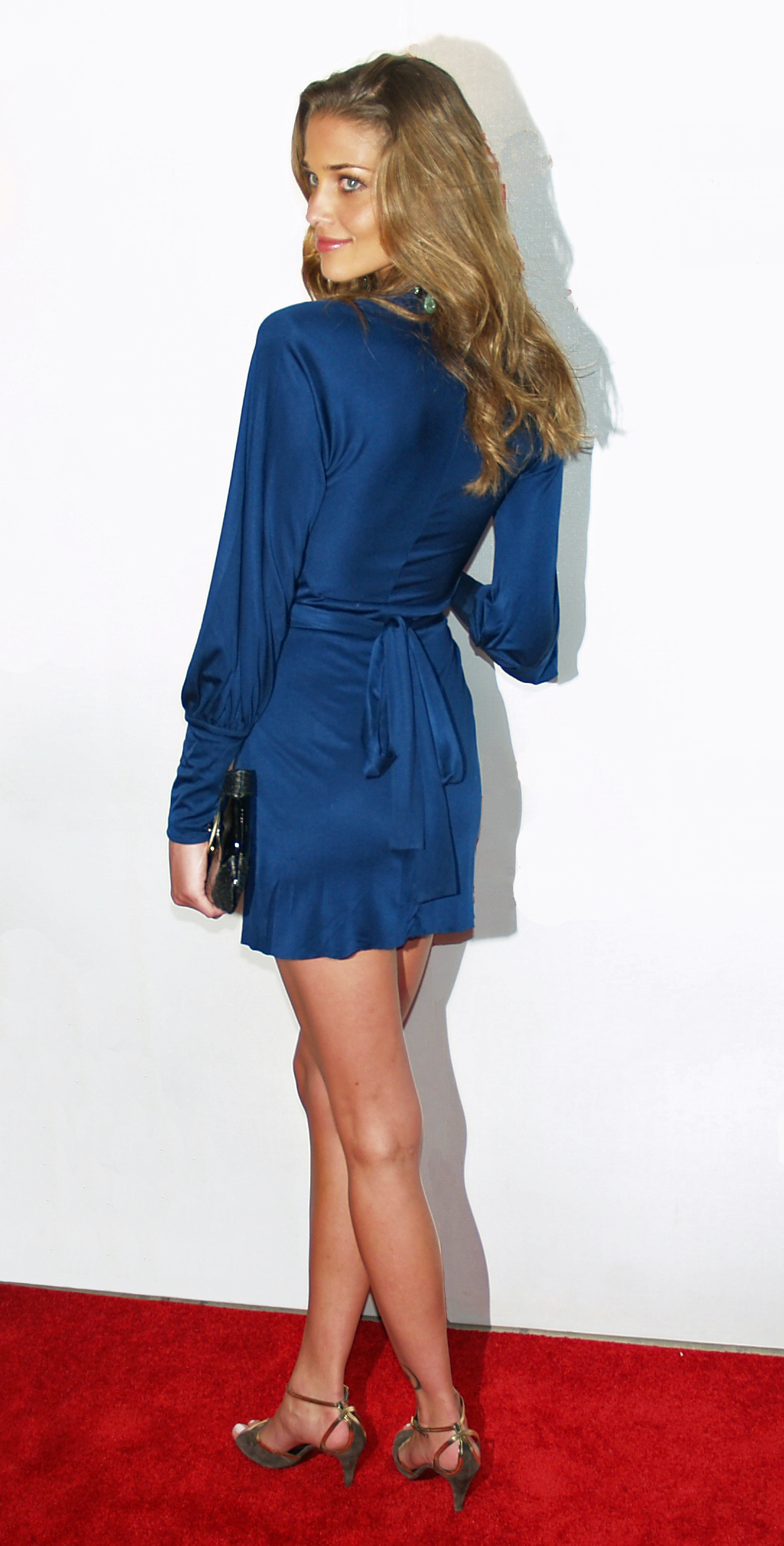
アナ・ベアトリス・バロス